# Pseudagrion mellisi
Pseudagrion mellisi là một loài chuồn chuồn kim trong họ Coenagrionidae.
Pseudagrion mellisi được miêu tả khoa học năm 1951 bởi Schmidt.